# Parataxón

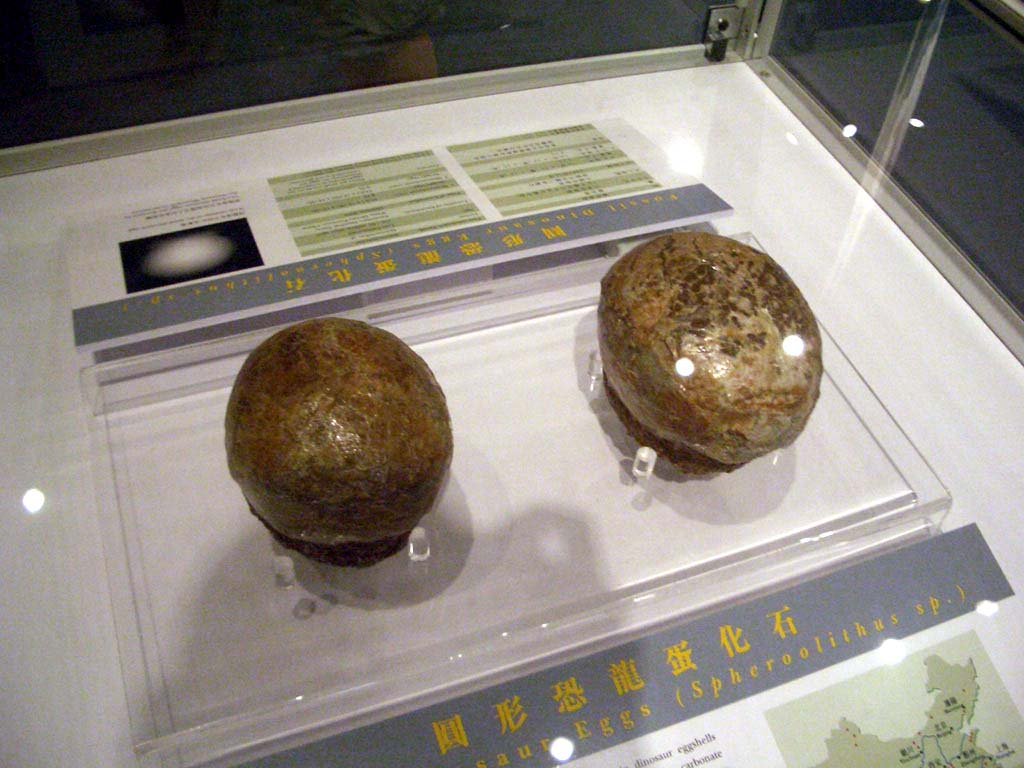
Ejemplo de parataxón. Spheroolithus, huevos fósiles del Cretácico superior pertenecientes a un dinosaurio ornitópodo.

Un parataxón es un taxón artificial usado para clasificar los fósiles de aquellos tipos de restos o señales de actividad de seres del pasado que, por su estado incompleto o disociado del organismo productor, no se pueden adscribir a una especie determinada. Se utilizan sistemas parataxonómicos para clasificar hojas, troncos, raíces, esporas, huevos, icnitas, coprolitos, conodontos, etc. 
Las clasificaciones parataxonómicas siguen las mismas pautas jerárquicas que las taxonómicas, así se establecen paraespecies, paragéneros o parafamilias.
Dadoxylon es un ejemplo de parataxón. Es un género definido a partir de madera fósil, que se asemeja mucho al género actual Araucaria, pero que también es similar a ciertas coníferas del Mesozoico y cordaitales del Carbonífero, es decir, los restos fósiles de Dadoxylon los pueden producir varios tipos de plantas. También hay ejemplos de organismos que pueden originar varios parataxones. Por ejemplo, un trilobites con su variada actividad sobre el sustrato podía generar diferentes parataxones de icnitas.
Para los huevos fósiles se usa un sistema parataxonómico de clasificación, donde se definen oofamilias y oogéneros de parataxones, y que incorporan a sus nombres el término latino oolithus (huevo de piedra) para facilitar su identificación (Spheroolithus, Patagoolithus, etc.). Esta clasificación se basa en criterios como la forma, el tamaño, la ornamentación o el grosor que presentan los huevos fósiles.